# Fleuria lacustris
Fleuria lacustris är en tvåvingeart som beskrevs av Jean-Jacques Kieffer 1924. Fleuria lacustris ingår i släktet Fleuria och familjen fjädermyggor. Arten har ej påträffats i Sverige. Inga underarter finns listade i Catalogue of Life.